# جيم سبنسر
جيم سبنسر (بالإنجليزية: Jim Spencer) هو لاعب كرة قاعدة أمريكي، ولد في 30 يوليو 1946 في هانوفر في الولايات المتحدة، وتوفي في 10 فبراير 2002 في فورت لودرديل في الولايات المتحدة.

## وصلات خارجية
- جيم سبنسر على موقع دوري كرة القاعدة الرئيسي (الإنجليزية)
- جيم سبنسر على موقعبيزبول رفرنس.كوم (الدوري الرئيسي) (الإنجليزية)
- جيم سبنسر على موقع إي إس بي إن.كوم (أم.أل.بي) (الإنجليزية)
- جيم سبنسر على موقع مشجعي الرسوم البيانية (الإنجليزية)